# Bělušice (ort i Tjeckien, Mellersta Böhmen)
Bělušice är en ort i Tjeckien.   Den ligger i regionen Mellersta Böhmen, i den centrala delen av landet, 60 km öster om huvudstaden Prag. Bělušice ligger 238 meter över havet och antalet invånare är 240.
Terrängen runt Bělušice är huvudsakligen platt. Bělušice ligger uppe på en höjd.Runt Bělušice är det ganska tätbefolkat, med 86 invånare per kvadratkilometer. Närmaste större samhälle är Kolín, 9,8 km sydväst om Bělušice. Trakten runt Bělušice består till största delen av jordbruksmark.